# Miguel Berchelt
Miguel Berchelt (* 17. November 1991 in Cancún, Mexiko als Miguel Ángel Berchelt Cervera) ist ein mexikanischer Boxer im Superfedergewicht und aktueller Weltmeister des Verbandes WBC.

## Profikarriere
Im November des Jahres 2010 gab Berchelt, der in der Normalauslage boxt, in einem auf vier Runden angesetzten Kampf gegen Armin Chan mit einem Sieg durch technischen K. o. in der zweiten Runde erfolgreich sein Debüt bei den Profis.
Am 7. September 2012 trat er gegen Berman Sanchez (26-4) um den vakanten interkontinentalen WBC-Jugendtitel an und gewann durch T.K.o. in der zweiten Runde. Den Titel verteidigte er im November 2012 durch K. o. gegen Oliver Flores (23-0). Im März 2014 erlitt er seine erste Niederlage gegen Luis Eduardo Florez (15-1).
Ende Januar 2017 traf der 1,70 m große Berchelt auf seinen Landsmann Francisco Vargas (23-0). In diesem Kampf ging es um den Weltmeistergürtel des WBC. Berchelt gewann diesen Fight in der elften Runde durch technischen Knockout und wurde somit WBC-Weltmeister.